# 拜拉克 (博霍杜希夫區)
50°1′12″N 35°39′59″E / 50.02000°N 35.66639°E
拜拉克（烏克蘭語：Байрак）是位於烏克蘭東部的村莊，由哈爾科夫州博霍杜希夫區的博霍杜希夫市鎮負責管轄。該村始建於1928年，面積0.35平方公里，海拔高度198米，2001年人口39，人口密度每平方公里111人。